# Atlantasellus dominicanus
Atlantasellus dominicanus là một loài chân đều trong họ Atlantasellidae. Loài này được Jaume miêu tả khoa học năm 2001.